# Berton Churchill

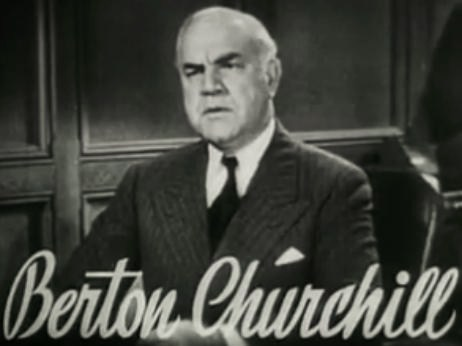
Berton Churchill en Vagabond Lady (1935)

Berton Churchill (9 de diciembre de 1876 - 10 de octubre de 1940) fue un actor teatral y cinematográfico de nacionalidad canadiense.

## Biografía
Nacido en Toronto, Ontario, siendo joven empezó a interesarse por el teatro. Actuaba en compañías de repertorio a partir de 1903, dirigiéndose posteriormente a Nueva York, donde trabajó como periodista, llegando a ser capataz y líder sindical.
Como actor teatral trabajó en 30 piezas teatrales, muchas de ellas representadas en el circuito de Broadway, en Nueva York. Fue uno de los primeros miembros del sindicato de actores Actors Equity, formando parte del consejo del sindicato. En 1919 estaba encargado de las oficinas de Nueva York durante la huelga de Equity en la cual una compatriota suya, su amiga la actriz Marie Dressler, tuvo un papel destacado, lo cual motivó que la pareja de actores fueran puestos por los productores en una lista negra.
Con la llegada de la industria cinematográfica a Nueva York, Churchill actuó en varios filmes, y en los años 1920, una vez iniciado el cine sonoro, se mudó a Hollywood, California. Allí desempeñó numerosos papeles de reparto, usualmente encarnando a personajes pomposos tales como banqueros, gobernadores estatales, o propietarios de tierras. Actor muy solicitado, "estableció un probable récord al actuar en 34 filmes en el año 1932."
A lo largo de sus más de 125 filmes, Churchill trabajó a las órdenes de algunos de los más importantes directores, como fueron Otto Preminger, John Ford y Frank Capra. Igualmente, tuvo la oportunidad de actuar con estrellas de gran fama, entre ellas Bette Davis (The Cabin in the Cotton), Jeanette MacDonald, Tyrone Power, Edward G. Robinson, y Will Rogers. De entre los papeles llevados a cabo por Churchill, quizás el más conocido es el de Gatewood en la aclamada película de John Ford rodada en 1939 La diligencia, protagonizada por John Wayne.
En 1925, Churchill colaboró en la fundación del club Masquers, precursor del Sindicato de Actores de Cine, creado por él y otros cinco actores en el año 1933.
Churchill falleció en Nueva York, a causa de una uremia, en 1940. Le sobrevivieron su esposa y una hija. Fue enterrado en el Cementerio Forest Lawn Memorial Park de Glendale (California).

## Teatro (Broadway)
- 1909 : The Barber of New Orleans, de Edward Childs Carpenter, con Lionel Belmore y William Faversham
- 1909 : Herod, de Stephen Phillips, con Lionel Belmore y William Faversham
- 1912 : The Trail of the Lonesome Pine, de Eugene Walter, con William S. Hart y Willard Robertson
- 1912 : Julio César, de William Shakespeare, con Lionel Belmore, William Faversham y Tyrone Power, Sr.
- 1914 : The Money Makers, de Charles Klein, con Walter Kingsford
- 1916 : The Cinderella Man, de Edward Childs Carpenter, con Charles Willis Lane
- 1917 : The Lassoo, de Victor Mapes
- 1917-1918 : The Pipes of Pan, de Edward Childs Carpenter, con Henry Travers
- 1918 : The Long Dash, de Robert Mears Mackay y Victor Mapes, con Violet Kemble-Cooper
- 1919-1920 : Adam and Eva, de Guy Bolton y George Middleton, con Ferdinand Gottschalk y Otto Kruger
- 1921-1922 : Six-Cylinder Love, de William Anthony McGuire, con Donald Meek y Ernest Truex
- 1923 : In Love with Love, de Vincent Lawrence, con Lynn Fontanne, Henry Hull y Ralph Morgan
- 1923 : Connie Goes Home, de Edward Childs Carpenter
- 1923 : Robert E. Lee, de John Drinkwater, con Alfred Lunt
- 1924 : Merry Wives of Gotham, de Lawrence Eyre, con Laura Hope Crews
- 1924 : Cheaper to marry, de Samuel Shipman, con Alan Dinehart, Florence Eldridge y Robert Warwick
- 1924-1925 : Carnival, de Ferenc Molnár, adaptación de Melville Baker, escenografía de Frank Reicher, con Elsie Ferguson y Stanley Logan
- 1925-1926 : Alias the Deacon, de John B. Hymer y Le Roy Clemens
- 1927 : Revelry, de Maurice Watkins
- 1928 : Carry On, de Owen Davis
- 1930 : The Ninth Guest, de Owen Davis, con Alan Dinehart
- 1930-1931 : Five Star Final, de Louis Weitzenkorn, con Arthur Byron

## Selección de su filmografía
- 1923 : Six-Cylinder Love, de Elmer Clifton
- 1924 : Tongues of Flame, de Joseph Henabery
- 1929 : Nothing but the Truth, de Victor Schertzinger
- 1931 : Secrets of a Secretary, de George Abbott
- 1932 : This Reckless Age, de Frank Tuttle
- 1932 : Cheaters at Play, de Hamilton MacFadden
- 1932 : Los ricos están con nosotros The Rich Are Always with Us, de Alfred E. Green
- 1932 : The Dark Horse, de Alfred E. Green
- 1932 : Week Ends Only, de Alan Crosland
- 1932 : Fast Companions, de Kurt Neumann
- 1932 : The Washington Masquerade, de Charles Brabin
- 1932 : American Madness, de Frank Capra
- 1932 : Okay, America!, de Tay Garnett
- 1932 : The Crooked Circle, de H. Bruce Humberstone
- 1932 : The Cabin in the Cotton, de Michael Curtiz
- 1932 : Soy un fugitivo, de Mervyn LeRoy
- 1932 : If I had a Million, de James Cruze
- 1932 : Frisco Jenny, de William A. Wellman
- 1933 : Heroes for Sale, de William A. Wellman
- 1933 : Laughter in Hell, de Edward L. Cahn
- 1933 : So this is Africa, de Edward F. Cline
- 1933 : Doctor Bull, de John Ford
- 1933 : Elmer, the Great, de Mervyn LeRoy
- 1933 : From Hell to Heaven, de Erle C. Kenton
- 1933 : Her First Mate, de William Wyler
- 1933 : The Big Brain, de George Archainbaud
- 1933 : The Avenger, de Edwin L. Marin
- 1933 : Master of Men, de Lambert Hillyer
- 1934 : Men in White, de Richard Boleslawski
- 1934 : Frontier Marshal, de Lewis Seiler
- 1934 : Only Yesterday, de John M. Stahl
- 1934 : Half a Sinner, de Kurt Neumann
- 1934 : Let's be Ritzy, de Edward Ludwig
- 1934 : Judge Priest, de John Ford
- 1934 : Strictly Dynamite, de Elliott Nugent
- 1934 : Murder in the Private Car, de Harry Beaumont
- 1934 : Bachelor Bait, de George Stevens
- 1934 : Dames, de Ray Enright y Busby Berkeley
- 1934 : Babbitt, de William Keighley
- 1934 : Bachelor of Arts, de Louis King
- 1934 : Kid Millions, de Roy Del Ruth
- 1935 : The County Chairman, de John G. Blystone
- 1935 : Helldorado, de James Cruze
- 1935 : Page Miss Glory, de Mervyn LeRoy
- 1935 : I live for Love, de Busby Berkeley
- 1935 : Coronado, de Norman Z. McLeod
- 1935 : Steamboat Round the Bend, de John Ford
- 1935 : Vagabond Lady, de Sam Taylor
- 1936 : The Dark Hour, de Charles Lamont
- 1936 : Dimples, de William A. Seiter
- 1936 : Under your Spell, de Otto Preminger
- 1937 : Parnell, de John M. Stahl
- 1937 : The Singing Marine, de Ray Enright
- 1937 : Wild and Woolly, de Alfred L. Werker
- 1937 : In Old Chicago, de Henry King
- 1938 : Wide Open Faces, de Kurt Neumann
- 1938 : Sweethearts, de W. S. Van Dyke
- 1938 : The Cowboy and the Lady, de H. C. Potter
- 1938 : Four Men and a Prayer, de John Ford
- 1938 : Kentucky Moonshine, de David Butler
- 1939 : On Your Toes, de Ray Enright
- 1939 : So This Is London, de Thornton Freeland
- 1939 : La diligencia, de John Ford
- 1939 : Daughters Courageous, de Michael Curtiz
- 1940 : Twenty Mule Team, de Richard Thorpe
- 1940 : Turnabout, de Hal Roach
- 1940 : Saturday's Children, de Vincent Sherman
- 1940 : I'm Nobody's Sweetheart Now, de Arthur Lubin